# 6才のボクが、大人になるまで。
『6才のボクが、大人になるまで。』（6さいのボクがおとなになるまで、原題: Boyhood）は、2014年のアメリカ合衆国のドラマ映画である。監督・脚本はリチャード・リンクレイター、主演はパトリシア・アークエット、イーサン・ホーク、エラー・コルトレーン、ローレライ・リンクレイター（リチャード・リンクレイターの実の娘）である。本作はメイソンとオリヴィアが離婚後に、息子であるメイソン・ジュニアを12年間（6歳から18歳まで）にわたって育てる中で、関係が変化していく様子を描写したものである。本作の撮影は、コルトレーン演じるメイソン・ジュニアが子供から青年に成長していく姿を描くために、2002年の夏から2013年の10月まで12年間を通して断続的に行われた。
本作は第30回サンダンス映画祭で初めて公開され、全米公開は2014年の後半期と決まった。また、本作は第64回ベルリン国際映画祭のコンペティション部門に選出され、リンクレイターが監督賞を受賞した。ゴールデングローブ賞 映画部門 作品賞 (ドラマ部門)を受賞した。
本作はアメリカ公開時に批評家・観客の双方から絶賛された。

## あらすじ
両親が離婚している6才のメイソンJr.は、姉サマンサとともに、母親オリヴィアの故郷ヒューストンに引っ越すことになる。バンド活動にうつつを抜かす父親メイソン・シニアは、曲作りのためにアラスカ州に旅立ったものの、結局アメリカ本土に舞い戻り、定期的に子供達と会うようになる。
オリヴィアは職を得るために大学で心理学を学ぶが、そこで教授のウェルブロックと再婚し、教授の2人の連れ子と共に6人の生活が始まる。だがウェルブロックが酒を飲んで暴力をふるうのを見て、オリヴィアは子供2人と家を飛び出す。オリヴィアは大学の教職に就き、メイソン・シニアは恋人と再婚し、赤ん坊も生まれる。
メイソンJr.は思春期を通して、反抗期や失恋を経験し、やがて写真撮影に没頭するようになる。家を出て、大学の寮に入った日、メイソンJr.はルームメイトたちとビッグ・ベンドにハイキングに行く。

## キャスト
※括弧内は日本語吹替
家族
- メイソン・エヴァンス・ジュニア - エラー・コルトレーン（小林由美子/畠中祐）： 本作の主人公。感受性が強い。
- オリヴィア・エヴァンス - パトリシア・アークエット（松本梨香）： メイソンの母親
- サマンサ・エヴァンス - ローレライ・リンクレイター（須藤祐実）： メイソンの姉
- メイソン・エヴァンス・シニア - イーサン・ホーク（宮本充）： メイソンの父親
- キャサリン - リビー・ヴィラーリ： オリヴィアの母親
- ビル・ウェルブロック - マルコ・ペレッラ（大塚芳忠）： オリヴィアの二番目の夫
- ミンディ・ウェルブロック - ジェイミー・ハワード： ビルの娘
- ランディ・ウェルブロック - アンドリュー・ヴィジャレアル： ビルの息子
- ジム - ブラッド・ホーキンス： オリヴィアの三番目の夫
- アニー - ジェニー・トゥーリー： メイソン・シニアの後妻
- アニーの父親 - リチャード・アンドリュー・ジョーンズ
- アニーの母親 - カレン・ジョーンズ
- スティーヴ・エヴァンス - ビル・ワイズ： メイソン・シニアの兄弟

家族を取り巻く人々
- シェーナ - ゾーイ・グラハム： メイソンの彼女
- ジミー - チャーリー・セクストン： メイソン・シニアの友人、ルームメイト
- キャロル - バーバラ・チザム： オリヴィアの友人
- アビー - キャシディ・ジョンソン： キャロルの娘
- メイソンの上司 - リチャード・ロビショー
- テッド - スティーヴン・チェスター・プリンス：  オリヴィアの彼氏
- ミスター・ターリントン - トム・マクテイグ： メイソンの写真の先生
- サマンサの彼氏 - ウィル・ハリス
- サマンサのルームメイト - アンドレア・チェン
- ダルトン - マクシミリアン・マクナマラ： メイソンのルームメイト
- バーブ - テイラー・ウィーヴァー： ダルトンの彼女
- ニコル - ジェシー・メクラー： バーブのルームメイト

## 製作
2002年5月、監督・脚本を務めるリンクレイターが生まれ故郷のテキサス州オースティンでタイトル未定の映画を撮影すると発表した。その時、リンクレイターは「子供が6歳から18歳になり、大学に進学して親元を離れるまでの12年間の親子関係を描き出したい。しかし、子供に起きる変化は多すぎて十分に語りつくせない。そこで、子供が経験するものすべてを盛り込むつもりで脚本を執筆した」と述べ、毎年数週間ずつ撮影するつもりでキャストとスタッフを集めた。リンクレイターは当時7歳だったコルトレーンを本作の軸となる役であるメイソン・ジュニアに抜擢した。コルトレーンは12年間にわたってメイソン・ジュニアを演じきった。
本作のキャストはカリフォルニア州のデ・ハヴィランド法（7年以上にわたる仕事の契約を結ぶのは違法とする法律）のために契約書にサインすることができなかった。そのため、リンクレイターは出演者の一人であるイーサン・ホークに本作の撮影期間中に自分が死んだなら、自分の代わりに作品を仕上げるよう言った。
12年間の撮影に加えて、本作の脚本は主演4人が役を演じる中で書き上げられた。このため、リンクレイターはあるシーンの脚本を撮影前夜に書き終えたこともあったと述べている。
本作のタイトルは2013年の夏まで決まらなかったが、リンクレイターは『12 Years』というタイトルにしようと思っていた。しかし、2013年に『それでも夜は明ける』（原題：12 Years a Slave）が公開された。本作が『それでも夜は明ける』と混同されるのを防ぐため、タイトルは『12 Years』以外のものにしなければならなくなった。本作の北米市場における配給を行うIFCフィルムは20万ドルを製作費として出資した（『バラエティ』誌は本作の制作費を240万ドルと見積もっている）。製作費をIFCに出してもらったにもかかわらず、リンクレイターには、通常では考えられないほどの映画製作における裁量権があった。現に、IFCに撮影したものを見せたことは一度もなかった。

## 公開と評価

### 全米公開時
モーション・ピクチャー・アソシエーション・オブ・アメリカ (MPAA) は本作をR指定（17歳未満の観賞は保護者の同伴が必要）とした。しかし、IFCフィルムは青少年が本作を鑑賞するのに保護者を同伴する必要はないと考えており、自社の映画館では保護者を同伴させていない青少年の入場を許可している。

### 興行収入
- 本作は2014年7月14日にニューヨークとロサンゼルスの映画館5館で限定公開され[20]、38万7618ドル（一館当たりの平均7万7524ドル）を稼ぎ出し、週末興行収入ランキング19位となった[21]。本作の一館当たりの興行収入は、この年公開の映画の中では、『グランド・ブダペスト・ホテル』に次ぐものだった[22]。

- 日本では2014年11月14日にTOHOシネマズシャンテ他11スクリーンで公開され、3日間で7064人を動員し、1042万900円を稼ぎ出した[23]。後述のアカデミー賞発表が近づいた2015年2月14日からは、『ビッグ・アイズ』（ティム・バートン監督）と入れ替わる形でTOHOシネマズ有楽座に移行。同年2月27日にTOHOシネマズ有楽座は完全閉館し、前身の「ニュー東宝」（ニュー東宝シネマ）から通算して58年の歴史に幕を下ろした[24]。

### 批評家からの評価
- 本作は非常に高く評価されている。映画批評集積サイトのRotten Tomatoesには267件のレビューがあり、批評家支持率は98 %、平均点は10点満点で9.2点となっている。サイト側による批評家の意見の要約は「映画技術史上の金字塔的作品でありながら、本作で語られる内容は非常に密度の濃いものとなっている。本作は人間性というものに対しての非常に広い範囲にわたる探求である」となっている[25]。また、Metacriticには46件のレビューがあり、加重平均値は100/100と非常に高いものになっている[26]。本作はMetacriticで100点満点を記録した数少ない映画となっている。また、100点満点を獲得した映画の中でも、最も評価者が多い[27]。

- 『ローリング・ストーン』誌のピーター・トラヴァースは本作を（今までに見た）今年の映画の中で最高のものだと評価し、4つ星評価で満点となる4つ星を与え[28]、トラヴァースにとって2014年初の満点評価を下した作品となった。『ガーディアン』紙のピーター・ブラッドショーは本作に5つ星評価で満点となる5つ星を与え、「この10年間で最高の映画の一つ」と述べた[29]。また、リチャード・ローパーは本作にA+の評価を下し、「私が見た映画の中でも最高の映画の一つ」と述べた[30]。

- 本作に唯一否定的な評価を下した『レッドアイ』のマッド・パイスは本作に対し4つ星評価で2つ星半を与え、「本作を見て自分の人生と本作の似ている点を重ねるのはたやすいことだ。しかし、それで十分というわけではない。本作は観客に深く考えさせるべきものであるのだが、十分に考えさせることができていない」と述べた[31]。

- 映画監督のエドガー・ライトは「2014年のお気に入り映画10本」に本作を入れていて[32]、バラク・オバマも本作を2014年の最も良かった映画に挙げている[33]。また、映画監督のジェームズ・ガンが2014年のお気に入りの映画12本の中で本作を挙げている[34]。

- 英国映画協会が発行する「サイト&サウンド」誌が選ぶ2014年の映画トップ20と、米ローリング・ストーン誌が選ぶ2014年の映画ベスト10で第1位を獲得[35][36]。

- AFIが選ぶ2014年のベスト映画トップ10にランクイン[37]、英ガーディアン紙が選ぶ2014年映画ベスト10の第2位を獲得[38]。

- 2016年のイギリスBBC主催の投票では、世界の177人の批評家が「21世紀の偉大な映画ベスト100」の第5位に選出した[39]。

### ハプニング
2015年2月23日にWOWOWで生放送された「第87回アカデミー賞授賞式」で、ベルリン国際映画祭で最優秀女優賞（銀熊賞）を受賞経験のある寺島しのぶが、当作のオチについてネタバレを話し、顰蹙を買う騒ぎがあった。

## 受賞
| 年   | 映画賞                                    | 賞                                             | 結果       |
| ---- | ----------------------------------------- | ---------------------------------------------- | ---------- |
| 2014 | 第64回ベルリン国際映画祭                  | 監督賞                                         | 受賞       |
| 2014 | 第64回ベルリン国際映画祭                  | Prize of the Guild of German Art House Cinemas | 受賞       |
| 2014 | 第64回ベルリン国際映画祭                  | Reader Jury of the Berliner Morgenpost         | 受賞       |
| 2014 | 第64回ベルリン国際映画祭                  | 金熊賞                                         | ノミネート |
| 2014 | サウス・バイ・サウスウエスト映画祭        | Louis Black Lone Star Award                    | 受賞       |
| 2014 | サウス・バイ・サウスウエスト映画祭        | Special Jury Recognition                       | 受賞       |
| 2014 | サンフランシスコ国際映画祭                | Founder's Directing Award                      | 受賞       |
| 2014 | シアトル国際映画祭                        | 最優秀作品賞                                   | 受賞       |
| 2014 | シアトル国際映画祭                        | 最優秀監督賞                                   | 受賞       |
| 2014 | シアトル国際映画祭                        | 最優秀女優賞                                   | 受賞       |
| 2014 | 国際映画批評家連盟賞                      | グランプリ                                     | 受賞       |
| 2014 | ゴッサム・インディペンデント映画賞        | 作品賞                                         | ノミネート |
| 2014 | ゴッサム・インディペンデント映画賞        | 男優賞                                         | ノミネート |
| 2014 | ゴッサム・インディペンデント映画賞        | 女優賞                                         | ノミネート |
| 2014 | ゴッサム・インディペンデント映画賞        | ブレイクスルー演技賞                           | ノミネート |
| 2014 | ゴッサム・インディペンデント映画賞        | 観客賞                                         | 受賞       |
| 2014 | ニューヨーク映画批評家協会賞              | 作品賞                                         | 受賞       |
| 2014 | ニューヨーク映画批評家協会賞              | 監督賞                                         | 受賞       |
| 2014 | ニューヨーク映画批評家協会賞              | 助演女優賞                                     | 受賞       |
| 2014 | ロサンゼルス映画批評家協会賞              | 作品賞                                         | 受賞       |
| 2014 | ロサンゼルス映画批評家協会賞              | 監督賞                                         | 受賞       |
| 2014 | ロサンゼルス映画批評家協会賞              | 主演女優賞                                     | 受賞       |
| 2014 | 英国インディペンデント映画賞              | 外国映画賞                                     | 受賞       |
| 2014 | ナショナル・ボード・オブ・レビュー賞 2014 | 作品賞トップ10                                 | 受賞       |
| 2014 | ボストン映画批評家協会賞                  | 作品賞                                         | 受賞       |
| 2014 | ボストン映画批評家協会賞                  | 監督賞                                         | 受賞       |
| 2014 | ボストン映画批評家協会賞                  | アンサンブル・キャスト賞                       | 受賞       |
| 2014 | ボストン映画批評家協会賞                  | 脚本賞                                         | 受賞       |
| 2014 | ボストン映画批評家協会賞                  | 編集賞                                         | 受賞       |
| 2014 | カンザスシティ映画批評家協会賞            | 監督賞                                         | 受賞       |
| 2014 | カンザスシティ映画批評家協会賞            | 助演女優賞                                     | 受賞       |
| 2014 | サンフランシスコ映画批評家協会賞          | 作品賞                                         | 受賞       |
| 2014 | サンフランシスコ映画批評家協会賞          | 監督賞                                         | 受賞       |
| 2014 | サンフランシスコ映画批評家協会賞          | 助演女優賞                                     | 受賞       |
| 2014 | サンフランシスコ映画批評家協会賞          | 編集賞                                         | 受賞       |
| 2014 | サンフランシスコ映画批評家協会賞          | 助演男優賞                                     | ノミネート |
| 2014 | サンフランシスコ映画批評家協会賞          | オリジナル脚本賞                               | ノミネート |
| 2014 | ダブリン映画批評家協会賞                  | 作品賞                                         | 受賞       |
| 2014 | ダブリン映画批評家協会賞                  | 監督賞                                         | 受賞       |
| 2014 | トロント映画批評家協会賞                  | 作品賞                                         | 受賞       |
| 2014 | トロント映画批評家協会賞                  | 監督賞                                         | 受賞       |
| 2014 | トロント映画批評家協会賞                  | 助演女優賞                                     | 受賞       |
| 2014 | トロント映画批評家協会賞                  | 脚本賞                                         | 次点       |
| 2015 | ノーステキサス映画批評家協会賞            | 作品賞                                         | 受賞       |
| 2015 | ノーステキサス映画批評家協会賞            | 監督賞                                         | 受賞       |
| 2015 | ノーステキサス映画批評家協会賞            | 助演女優賞                                     | 受賞       |
| 2015 | ゴールデングローブ賞                      | 作品賞 (ドラマ部門)                            | 受賞       |
| 2015 | ゴールデングローブ賞                      | 監督賞                                         | 受賞       |
| 2015 | ゴールデングローブ賞                      | 助演男優賞                                     | ノミネート |
| 2015 | ゴールデングローブ賞                      | 助演女優賞                                     | 受賞       |
| 2015 | ゴールデングローブ賞                      | 脚本賞                                         | ノミネート |
| 2015 | クリティクス・チョイス・アワード          | 作品賞                                         | 受賞       |
| 2015 | クリティクス・チョイス・アワード          | 監督賞                                         | 受賞       |
| 2015 | クリティクス・チョイス・アワード          | 助演女優賞                                     | 受賞       |
| 2015 | 毎日映画コンクール                        | 外国映画ベストワン賞                           | 受賞       |
| 2015 | おおさかシネマフェスティバル              | 2014年度 ベストテン 外国映画（作品賞）         | 1位        |
| 2015 | アメリカ映画編集者協会 エディ賞           | 最優秀作品賞（ドラマ部門）                     | 受賞       |
| 2015 | サテライト賞                              | 作品賞                                         | ノミネート |
| 2015 | サテライト賞                              | 監督賞                                         | 受賞       |
| 2015 | サテライト賞                              | 助演男優賞                                     | ノミネート |
| 2015 | サテライト賞                              | 助演女優賞                                     | 受賞       |
| 2015 | サテライト賞                              | 脚本賞                                         | ノミネート |
| 2015 | サテライト賞                              | 編集賞                                         | ノミネート |
| 2015 | サテライト賞                              | 主題歌賞                                       | ノミネート |
| 2015 | インディペンデント・スピリット賞          | 作品賞                                         | ノミネート |
| 2015 | インディペンデント・スピリット賞          | 監督賞                                         | 受賞       |
| 2015 | インディペンデント・スピリット賞          | 助演男優賞                                     | ノミネート |
| 2015 | インディペンデント・スピリット賞          | 助演女優賞                                     | 受賞       |
| 2015 | インディペンデント・スピリット賞          | 編集賞                                         | ノミネート |
| 2015 | アカデミー賞                              | 作品賞                                         | ノミネート |
| 2015 | アカデミー賞                              | 監督賞                                         | ノミネート |
| 2015 | アカデミー賞                              | 助演男優賞                                     | ノミネート |
| 2015 | アカデミー賞                              | 助演女優賞                                     | 受賞       |
| 2015 | アカデミー賞                              | 脚本賞                                         | ノミネート |
| 2015 | アカデミー賞                              | 編集賞                                         | ノミネート |

## 続編の可能性
監督のリチャード・リンクレイターは本作の続編を製作する意欲があり、すでに構想も浮かんでいると述べている。ただし、本作のような長期にわたる撮影はしないとも語っている。